# Bảo tàng Nam Podlasie ở Biała Podlaska
Bảo tàng Nam Podlasie ở Biała Podlaska (tiếng Ba Lan: Muzeum Południowego Podlasia w Białej Podlaskiej) là một bảo tàng tọa lạc tại số 12 phố Warszawska, Biała Podlaska, Ba Lan. Bảo tàng bố trí triển lãm bên trong khuôn viên của khu phức hợp lâu đài Radziwiłł, có các công sự của trường Hà Lan Cổ bao quanh.

## Lịch sử
Bảo tàng đầu tiên ở Biała Podlaska được thành lập vào năm 1924. Bảo tàng đầu tiên không còn tồn tại sau Chiến tranh thế giới thứ hai vì các hiện vật của bảo tàng đã bị mất trong chiến tranh. Bảo tàng Khu vực ở Biała Podlaska được khánh thành vào ngày 26 tháng 10 năm 1966. Tháng 6 năm 1975, do những thay đổi về hành chính, Bảo tàng ở Biała Podlaska được nâng hạng thành Bảo tàng Huyện. Bảo tàng có tên hiện tại từ năm 1998. Cùng năm, bảo tàng được đưa vào Sổ đăng ký Bảo tàng Nhà nước. Một cuộc đại tu sửa đã diễn ra ở bảo tàng vào cuối năm 2018 - đầu năm 2019 để bảo tàng có thêm không gian trưng bày.

## Triển lãm
Bảo tàng tổ chức các cuộc triển lãm thường trực về lịch sử của thành phố và khu vực. Đặc biệt, bảo tàng sở hữu bộ sưu tập các biểu tượng Chính thống giáo lớn nhất ở Ba Lan, bao gồm hơn 1.600 hiện vật. Bảo tàng cũng tổ chức các cuộc triển lãm tạm thời.